# División del derecho
Se entiende por división en el ámbito del derecho a la principal distinción dentro del sistema jurídico entre derecho público y derecho privado.
Esta summa divisio del derecho ha sido ampliamente aceptada por juristas de todos los ámbitos y sus efectos se plasman en la comprensión y aplicación de las normas jurídicas.

## Teorías de la división
A lo largo de la historia, la distinción entre derecho privado y derecho público se ha realizado mediante diversas teorías. No hay un criterio único de distinción entre ambas ramas, por lo que esta se basa en una pluralidad de indicios o criterios.

### Interés o utilidad
Según el interés o utilidad que pretende cada rama del derecho:
- Derecho público: se ocupa del interés general.

- Derecho privado: realiza los intereses de los particulares.

Su crítica es que todas las normas en su fin buscan un mínimo de interés general, aunque se trate de una suma de intereses particulares.

### Creación de las normas
- Derecho público: conjunto de normas creadas e implantadas por el Estado (leyes, reglamentos...)

- Derecho privado: derecho creado por los particulares para regular sus relaciones (contratos, negocios jurídicos...).

Su crítica es que el Estado también crea las normas de derecho privado: código civil, código de comercio...

### Relaciones reguladas
- Derecho público: relaciones entre los poderes públicos y sus ciudadanos.

- Derecho privado: relaciones entre particulares en situación de igualdad.

Su crítica es que el Estado también puede ser sujeto de relaciones privadas cuanto actúa como un particular más.

### Posición asumida por los sujetos
- Derecho público: situación de subordinación en la que unos sujetos asumen una posición de superioridad (imperium) frente a los otros.

- Derecho privado: situación de coordinación en la que todos los sujetos se encuentran en situación de igualdad.

Su crítica es que en Derecho público pueden darse relaciones de coordinación entre los distintos poderes públicos y a su vez en Derecho privado se pueden dar situaciones de autoridad y subordinación, como en derecho de familia.

### Carácter imperativo o dispositivo
- Derecho público: sus normas deben ser exactamente cumplidas sin posibilidad de exclusión o modificación por la voluntad o acción de sus destinatarios. Se trata de ius cogens, derecho imperativo o derecho necesario.

- Derecho privado: prevalece la autonomía de los particulares. Se trata de un derecho dispositivo.

Su crítica es que en derecho privado existen también normas imperativas que no admiten pacto en contrario.